# Nielles-lès-Ardres
Pour les articles homonymes, voir Nielles.
Nielles-lès-Ardres est une commune française située dans le département du Pas-de-Calais en région Hauts-de-France. Ses habitants sont appelés les Niellois. La commune est membre de la communauté de communes Pays d'Opale.

## Géographie

### Localisation
Localisée dans le nord du département du Pas-de-Calais, Nielles-lès-Ardres est une commune limitrophe, au nord-ouest, de la commune d'Ardres et située, à vol d'oiseau, à 15 km au sud-est de la commune de Calais (aire d'attraction et chef-lieu d'arrondissement).
Le territoire de la commune est limitrophe de ceux de cinq communes.
Les communes limitrophes sont Nortkerque, Ardres, Autingues, Louches et Zutkerque.

### Géologie et relief
La superficie de la commune est de 4,48 km2 ; son altitude varie de 1  à   29 m.

### Hydrographie
Le territoire de la commune est situé dans le bassin Artois-Picardie.
La commune est traversée par quatre cours d'eau :
- la rivière de Nielles, un cours d'eau naturel non navigable de 7,8 km, qui prend sa source dans la commune de Louches et qui se jette dans le canal de Calais au niveau de la commune d'Ardres[4] ;

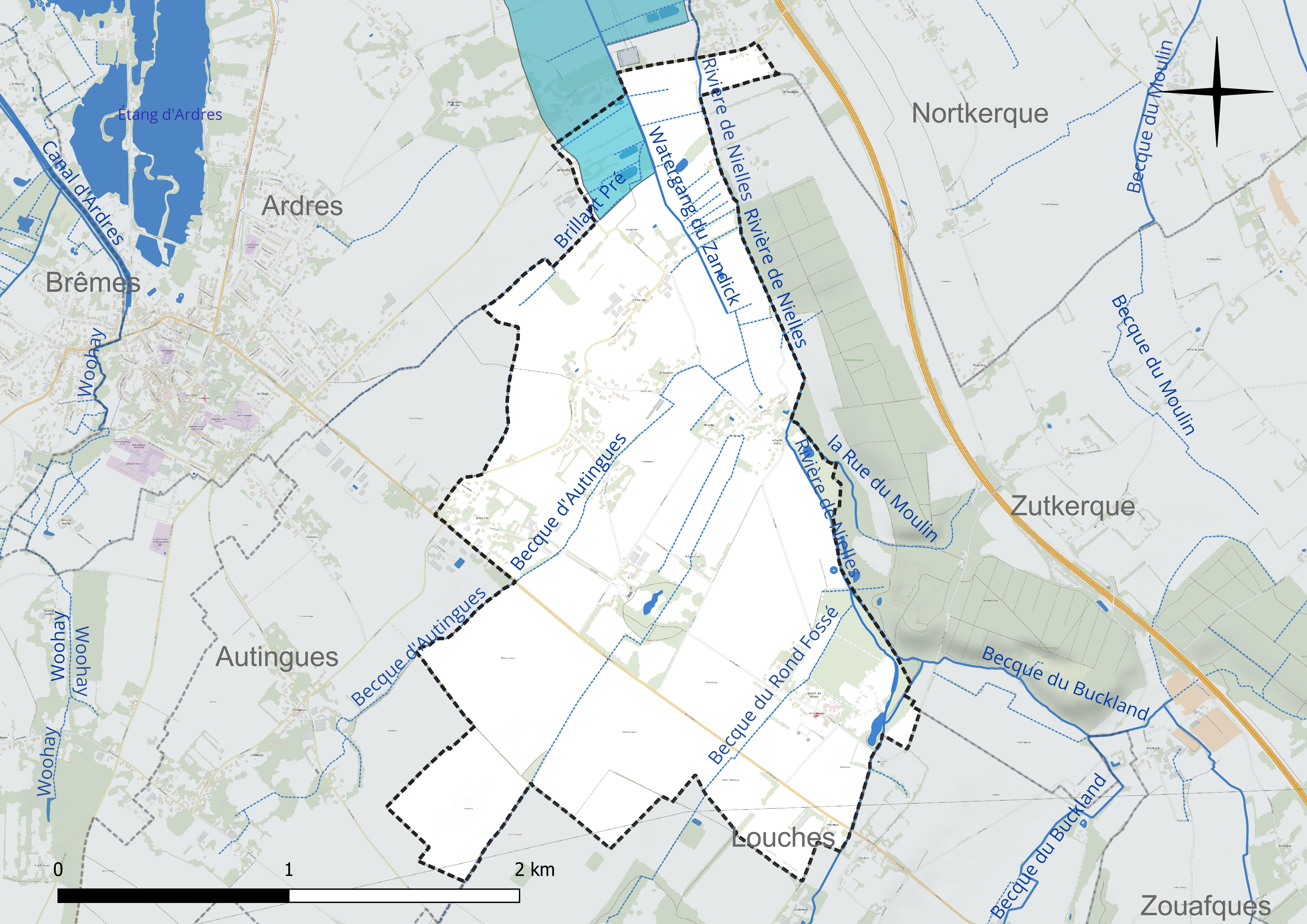
Réseau hydrographique de Nielles-lès-Ardres.

- la Becque d'Autingues, cours d'eau naturel non navigable de 2,97 km, qui prend sa source dans la commune d'Autingues et se jette dans le watergang du Zandick au niveau de la commune de Nielles-lès-Ardres[5] ;
- le watergang du Zandick est un canal, chenal non navigable de 2,61 km qui prend sa source dans la commune et se jette dans le canal des Pierrettes au niveau de la commune d'Ardres[6] ;
- le Brillant Pré, d'une longueur de 1,52 km[7].

### Climat
Pour des articles plus généraux, voir Climat des Hauts-de-France et Climat du Nord-Pas-de-Calais.
En 2010, le climat de la commune est de type climat océanique franc, selon une étude du CNRS s'appuyant sur une série de données couvrant la période 1971-2000. En 2020, Météo-France publie une typologie des climats de la France métropolitaine dans laquelle la commune est exposée à un climat océanique et est dans la région climatique Côtes de la Manche orientale, caractérisée par un faible ensoleillement (1 550 h/an) ; forte humidité de l’air (plus de 20 h/jour avec humidité relative > 80 % en hiver), vents forts fréquents.
Pour la période 1971-2000, la température annuelle moyenne est de 10,6 °C, avec une amplitude thermique annuelle de 13 °C. Le cumul annuel moyen de précipitations est de 836 mm, avec 12,1 jours de précipitations en janvier et 8 jours en juillet. Pour la période 1991-2020, la température moyenne annuelle observée sur la station météorologique la plus proche, située à Licques, à 8 km à vol d'oiseau, est de 10,5 °C et le cumul annuel moyen de précipitations est de 1 138,1 mm,. Pour l'avenir, les paramètres climatiques de la commune estimés pour 2050 selon différents scénarios d'émission de gaz à effet de serre sont consultables sur un site dédié publié par Météo-France en novembre 2022.

### Paysages
Pour un article plus général, voir Paysage en France.
La commune s'inscrit dans les « paysages des coteaux calaisiens et du pays de Licques » tels qu'ils sont définis dans l'atlas de paysages de la région Nord-Pas-de-Calais, conçu par la direction régionale de l'Environnement, de l'Aménagement et du Logement (DREAL),.
Ces « paysages des coteaux calaisiens et du pays de Licques » concernent 56 communes du Pas-de-Calais. Ces paysages s'étendent sur environ 30 km de long (est-ouest) et 15 km de large (nord-sud) et présentent deux sous-ensembles : les coteaux calaisiens au nord et le pays de Licques au sud. Les altitudes de ces paysages varient de 206 m dans le Pays de Licques, à 120 m dans l’ouest des coteaux Calaisiens, près de Guînes, et à 10 m dans l'est, près d'Audruicq.
Ces paysages recouvrent trois entités écopaysagères : les collines guînoises qui constituent le rebord septentrional de l'Artois, l'entité de Bredenarde qui appartient à la plaine maritime flamande, et la cuvette de Licques. Ils sont constitués de 59,70 % de cultures, de 17,30 % de forêts, de 15,11 % de prairies naturelles, permanentes, de 7,45 % d'espaces artificialisés, avec les quatre principales communes que sont Audruicq, Ardres, Guînes et Licques, de 0,27 % d'industries, et de 0,18 % de cours d'eau et plan d'eau.
Les éléments structurants de ces paysages sont la LGV Nord et l'A26, la rivière la Hem qui coule du sud vers le nord-est, les escarpements sur les coteaux du Calaisis et autour du pays de Licques et, d'ouest en est, les différents boisements comme la forêt de Guînes, le bois de l'Abbaye, la forêt de Tournehem et une partie de la forêt d'Éperlecques.

### Milieux naturels et biodiversité
L’Inventaire national du patrimoine naturel (INPN) recense plusieurs espèces faunistiques et floristiques sur le territoire de la commune dont certaines sont protégées et d’autres menacées et quasi-menacées.

## Urbanisme

### Typologie
Au 1er janvier 2024, Nielles-lès-Ardres est catégorisée commune rurale à habitat dispersé, selon la nouvelle grille communale de densité à sept niveaux définie par l'Insee en 2022.
Elle appartient à l'unité urbaine d'Ardres, une agglomération intra-départementale regroupant quatre  communes, dont elle est une commune de la banlieue,,. Par ailleurs la commune fait partie de l'aire d'attraction de Calais, dont elle est une commune de la couronne,. Cette aire, qui regroupe 45 communes, est catégorisée dans les aires de 50 000 à moins de 200 000 habitants,.

### Occupation des sols
L'occupation des sols de la commune, telle qu'elle ressort de la base de données européenne d’occupation biophysique des sols Corine Land Cover (CLC), est marquée par l'importance des territoires agricoles (96,7 % en 2018), une proportion identique à celle de 1990 (96,7 %). La répartition détaillée en 2018 est la suivante : 
terres arables (62,8 %), prairies (30,9 %), forêts (3,3 %), zones agricoles hétérogènes (3 %). L'évolution de l’occupation des sols de la commune et de ses infrastructures peut être observée sur les différentes représentations cartographiques du territoire : la carte de Cassini (XVIIIe siècle), la carte d'état-major (1820-1866) et les cartes ou photos aériennes de l'IGN pour la période actuelle (1950 à aujourd'hui).

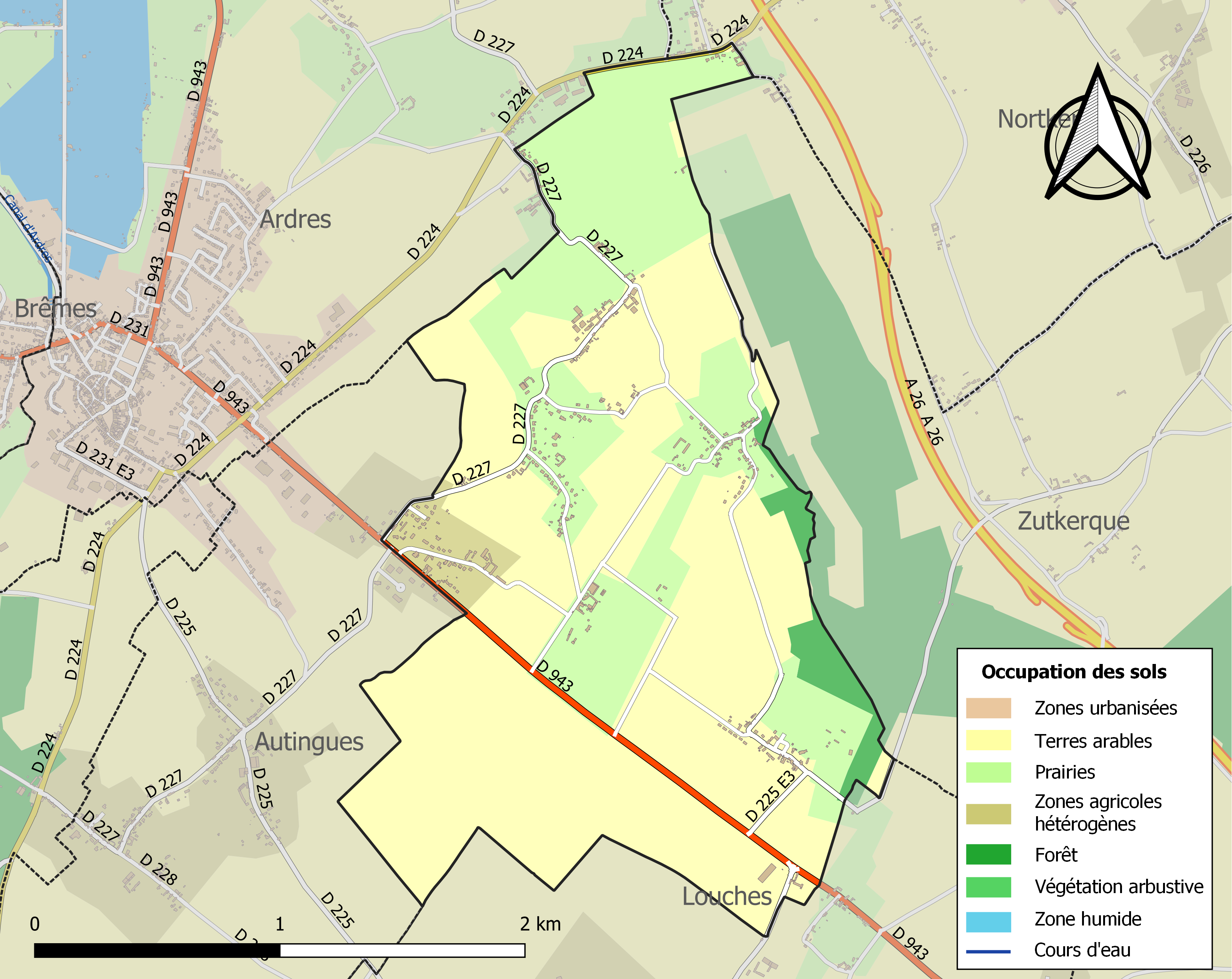
Carte des infrastructures et de l'occupation des sols de la commune en 2018 (CLC).

## Toponymie
Le nom de la localité est attesté sous les formes Nigella en 913 ; Nieles de 1069 à 1084 ; Neles en 1091 ; Niles en 1122 ; Nelae, Nelensis villa au XIIIe siècle ; Nielles juxta Montoria au XVe siècle ; Nielles près Montoire en 1559 ; Nieles les Ardres en 1793 ; Nielles et Nielles-lès-Ardres depuis 1801.
Tout comme les autres communes homonymes du département Nielles-lès-Bléquin, Nielles-lès-Calais et Nielles-lès-Thérouanne, son nom viendrait du romain *neviala, ayant le même sens que le latin novalia « terre nouvellement défrichée », venant du gaulois nevio-ialo « nouvelle terre », suivi d'un -s adventice, auquel a été ajouté lès-Ardres, montrant la proximité de la commune par rapport à Ardres (lès signifiant « près de »).
Niel-bij-Aarde en flamand.

## Histoire
L'histoire de Nielles-lès-Ardres est raconté dans la notice historique sur la commune de Nielles-lès-Ardres de René Ringot.
En 1214, est seigneur de Nielles Jacques de Guînes, fils de Geofroy de Guînes dit Baron. En 1273, Nielles-lès-Ardres est une des douze pairies du comté de Guînes.
Avant la Révolution française, Nielles-lès-Ardres est une seigneurie. La famille de Sart détient le fief à la fin du XVIIIe siècle. Au début du XIXe siècle, Félicité de Sart, épouse d'Antoine-Louis, baron de Torcy, est dame de Nielles.
Par arrêté préfectoral du 20 décembre 2016, la commune est détachée le 1er janvier 2017 de l'arrondissement de Saint-Omer pour intégrer l'arrondissement de Calais.

## Politique et administration

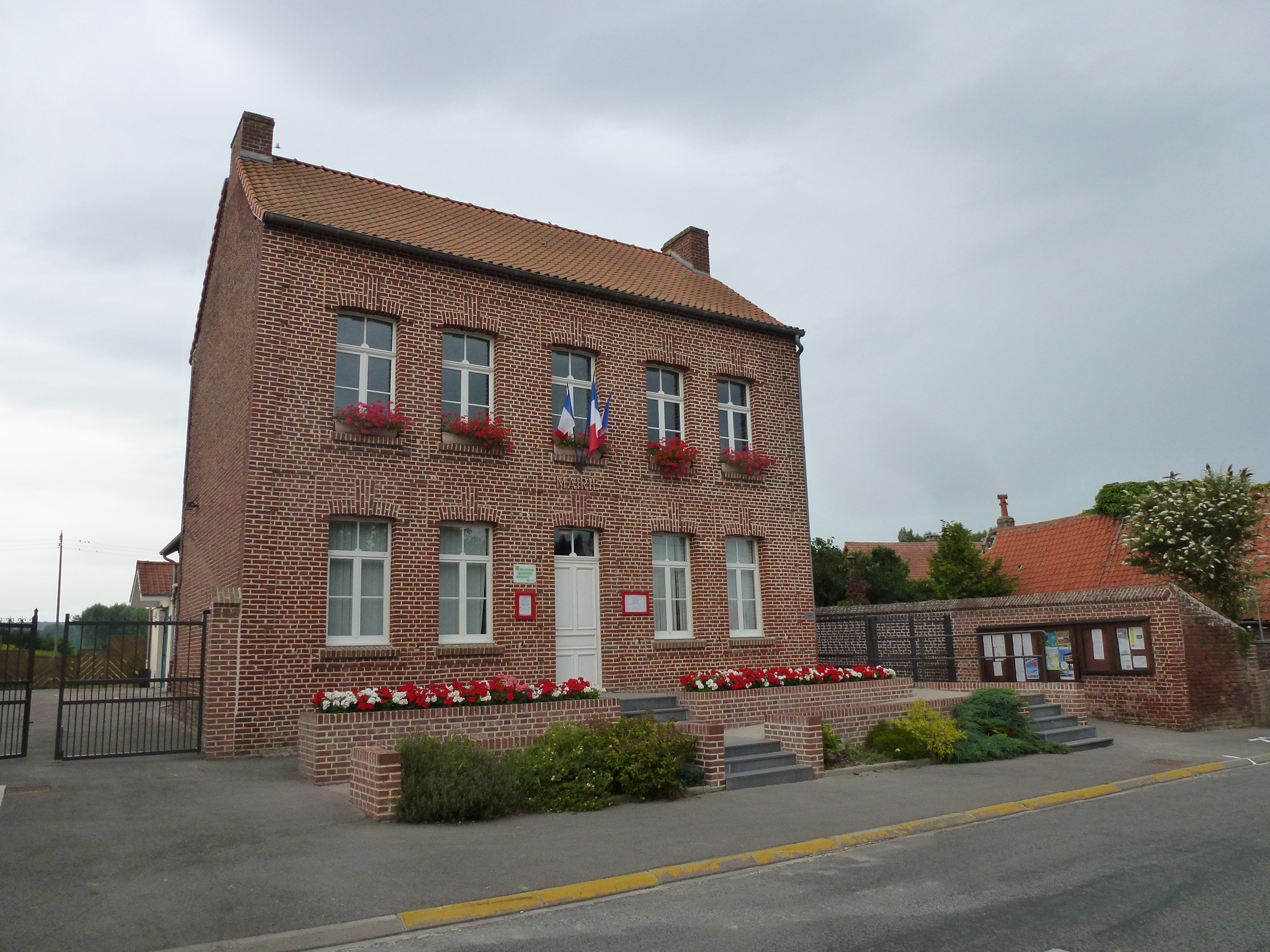
La mairie.

### Découpage territorial
La commune se trouve dans l'arrondissement de Calais du département du Pas-de-Calais.

#### Commune et intercommunalités
La commune est membre de la communauté de communes Pays d'Opale qui regroupe 23 communes et totalise 25 186 habitants en 2021.

#### Circonscriptions administratives
La commune est rattachée au canton de Calais-2.

#### Circonscriptions électorales
Pour l'élection des députés, la commune fait partie de la sixième circonscription du Pas-de-Calais.

### Élections municipales et communautaires

#### Liste des maires
| Période                                  | Période                    | Identité                       | Étiquette | Qualité     |
| ---------------------------------------- | -------------------------- | ------------------------------ | --------- | ----------- |
| Les données manquantes sont à compléter. |                            |                                |           |             |
| 1931                                     | 1977                       | Emmanuel de la Gorgue de Rosny |           |             |
| 1977                                     | 1989                       | André Calais                   |           | Retraité    |
| juin 1989                                | mars 2001                  | Philippe Cailleret             |           | Agriculteur |
| mars 2001                                | mars 2014                  | Jacques Hénard                 | PS        | Retraité    |
| mars 2014,                               | mai 2020                   | André Condette                 | PS        | Retraité    |
| mai 2020                                 | En cours (au 12 juin 2020) | Pierre-Eloi Calais             |           | Artisan,    |

## Population et société

### Démographie
Les habitants sont appelés les Niellois.

#### Évolution démographique
L'évolution du nombre d'habitants est connue à travers les recensements de la population effectués dans la commune depuis 1793. Pour les communes de moins de 10 000 habitants, une enquête de recensement portant sur toute la population est réalisée tous les cinq ans, les populations de référence des années intermédiaires étant quant à elles estimées par interpolation ou extrapolation. Pour la commune, le premier recensement exhaustif entrant dans le cadre du nouveau dispositif a été réalisé en 2004.

En 2022, la commune comptait 586 habitants, en évolution de +7,33 % par rapport à 2016 (Pas-de-Calais : −0,72 %, France hors Mayotte : +2,11 %).
| 1793 | 1800 | 1806 | 1821 | 1831 | 1836 | 1841 | 1846 | 1851 |
| ---- | ---- | ---- | ---- | ---- | ---- | ---- | ---- | ---- |
| 374  | 399  | 404  | 448  | 396  | 450  | 406  | 422  | 420  |

| 1856 | 1861 | 1866 | 1872 | 1876 | 1881 | 1886 | 1891 | 1896 |
| ---- | ---- | ---- | ---- | ---- | ---- | ---- | ---- | ---- |
| 366  | 352  | 349  | 325  | 354  | 334  | 353  | 383  | 352  |

| 1901 | 1906 | 1911 | 1921 | 1926 | 1931 | 1936 | 1946 | 1954 |
| ---- | ---- | ---- | ---- | ---- | ---- | ---- | ---- | ---- |
| 328  | 348  | 354  | 331  | 318  | 325  | 321  | 404  | 360  |

| 1962 | 1968 | 1975 | 1982 | 1990 | 1999 | 2004 | 2006 | 2009 |
| ---- | ---- | ---- | ---- | ---- | ---- | ---- | ---- | ---- |
| 293  | 261  | 282  | 344  | 383  | 444  | 455  | 469  | 515  |

| 2014 | 2019 | 2022 | - | - | - | - | - | - |
| ---- | ---- | ---- | - | - | - | - | - | - |
| 523  | 580  | 586  | - | - | - | - | - | - |

#### Pyramide des âges
En 2018, le taux de personnes d'un âge inférieur à 30 ans s'élève à 35,4 %, soit en dessous de la moyenne départementale (36,7 %). De même, le taux de personnes d'âge supérieur à 60 ans est de 20,4 % la même année, alors qu'il est de 24,9 % au niveau départemental.
En 2018, la commune comptait 292 hommes pour 277 femmes, soit un taux de 51,32 % d'hommes, largement supérieur au taux départemental (48,50 %).
Les pyramides des âges de la commune et du département s'établissent comme suit.
| Hommes | Classe d’âge | Femmes |
| ------ | ------------ | ------ |
| 0,3    | 90 ou +      | 0,0    |
| 2,0    | 75-89 ans    | 5,7    |
| 16,8   | 60-74 ans    | 16,0   |
| 25,2   | 45-59 ans    | 24,5   |
| 18,5   | 30-44 ans    | 20,6   |
| 15,1   | 15-29 ans    | 15,2   |
| 22,1   | 0-14 ans     | 18,1   |

| Hommes | Classe d’âge | Femmes |
| ------ | ------------ | ------ |
| 0,5    | 90 ou +      | 1,6    |
| 5,6    | 75-89 ans    | 8,9    |
| 16,7   | 60-74 ans    | 18,1   |
| 20,2   | 45-59 ans    | 19,2   |
| 18,9   | 30-44 ans    | 18,1   |
| 18,2   | 15-29 ans    | 16,2   |
| 19,9   | 0-14 ans     | 17,9   |

## Culture locale et patrimoine

### Lieux et monuments
- Le monument aux morts, plus précisément une stèle[44].
- L’église Saint-Pierre, édifiée aux environs de 1160, en contrebas de la Montoire par Jacques de Guînes. Elle remplace la Vainquerque et son cimetière, situé plus au centre du village, son emplacement est aujourd’hui principalement occupé par des terres agricoles en bordure de la rue de Méraville. Elle est inscrite aux monuments historiques le 15 janvier 1929[45],[46]. 2019 voit l'achèvement d'une restauration importante « avec la réfection de la charpente du clocher, de l’avant-chœur et de la sacristie, la démolition de la fausse voûte enduite de l’avant-chœur et son remplacement par une fausse voûte lambrissée en bois »[47]. Elle héberge 20 éléments patrimoniaux, répertoriés dans la base Palissy, classés ou inscrits au titre d'objet des monuments historiques, dont six sont classés[48].

L'église possède un orgue historique. Il est classé  au titre objet par les monuments historiques, pour le buffet le 1er février 1911 et pour l’instrument le 11 décembre 1995,,.

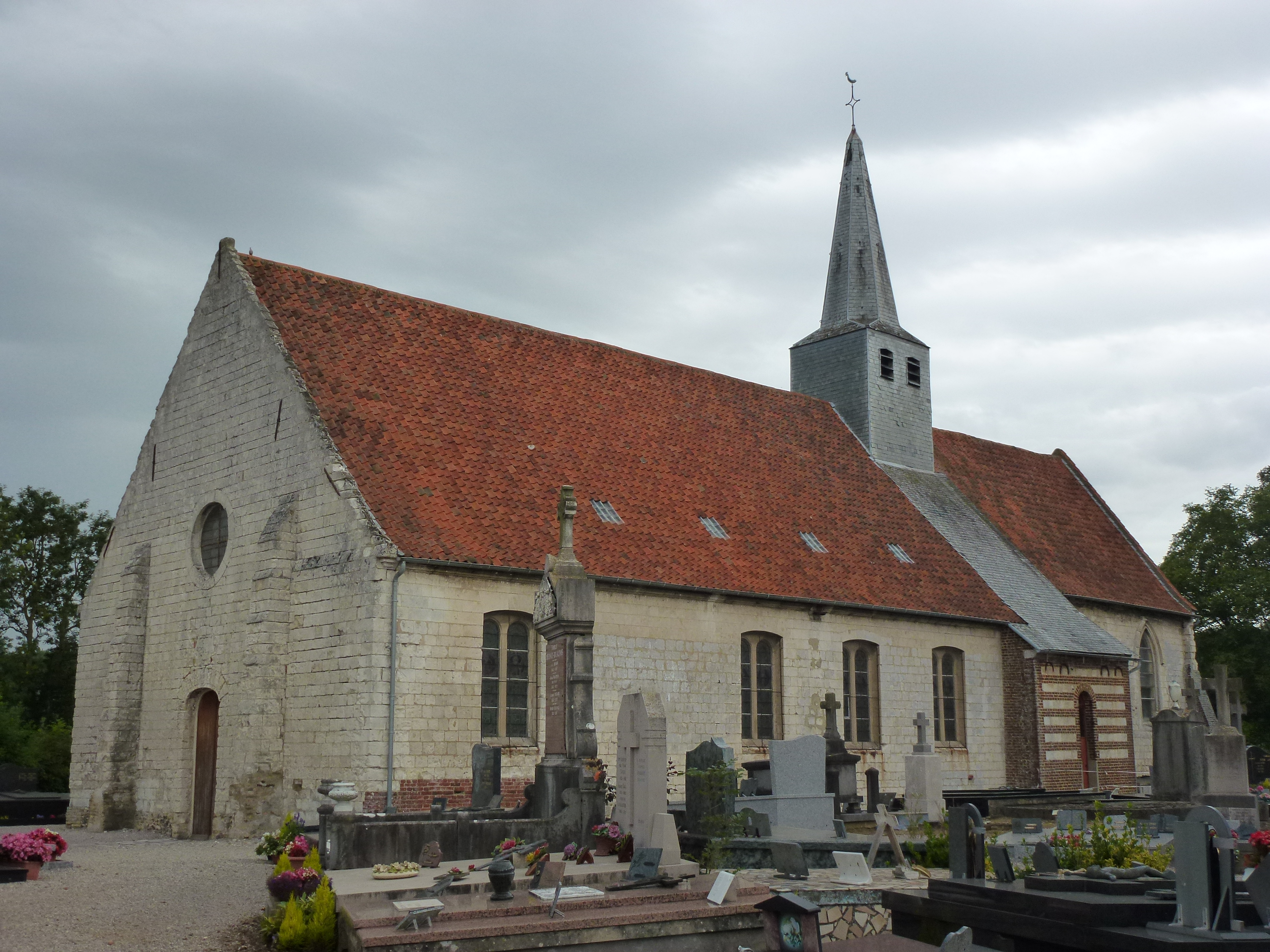
L'église côté sud.
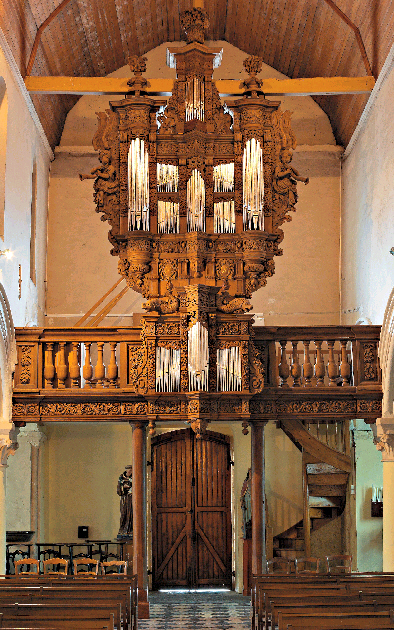
L'orgue dans son état actuel.

### Héraldique
| Blason de Nielles-lès-Ardres | Blason  | D'or au lion de vair armé et lampassé de gueules. |
| Blason de Nielles-lès-Ardres | Détails | Armes de la famille Moullart de Vilmarest de Torcy, connue depuis le XIVe siècle et toujours existante aujourd'hui, qui ne fut pas seigneur du lieu, mais châtelaine et bienfaitrice du village et de la paroisse au XIXe siècle et dont figurent les armes sur une verrière de l'église locale. |

## Pour approfondir

#### Bases de données, dictionnaires et encyclopédies
- Ressources relatives à la géographie :   - Insee (communes)
  - Ldh/EHESS/Cassini
- Ressource relative à plusieurs domaines :   - Annuaire du service public français
- Notices d'autorité :   - VIAF
  - BnF (données)
  - IdRef